# Tipula (Formotipula) leopoldi
Tipula (Formotipula) leopoldi is een tweevleugelige uit de familie langpootmuggen (Tipulidae). De soort komt voor in het Oriëntaals gebied.